# Aphrodita mexicana
Aphrodita mexicana är en ringmaskart som beskrevs av Kudenov 1975. Aphrodita mexicana ingår i släktet Aphrodita och familjen Aphroditidae. Inga underarter finns listade i Catalogue of Life.